# La puta del rei
La puta del rei (títol original en anglès The King's Whore, en francès La Putain du roi) és una pel·lícula franco-britànica-italo-austríaca dirigida per Axel Corti, estrenada l'any 1990, inspirada en la vida de Jeanne Baptiste d'Albert de Luynes. Ha estat doblada al català.

## Argument
Jeanne de Luynes és l'última filla del duc de Luynes, un noble arruïnat. Les seves dues germanes, no podent tenir dot, són enviades a un convent. Però Jeanne és molt maca i es casa amb el jove comte de Verrüe, camarlenc del rei del Piemont. Marxa amb ell a Torí i està realment enamorada.
Al tribunal, és presentada al rei. La seva independència, la seva frescor sedueixen el monarca que decideix conquistar-la, tot i que espera un bebè. Allunya el seu marit, amenaça la seva família. Debades: Jeanne és fidel i es rebutja. El rei es torna boig.
Tothom encoratja Jeanne a cedir, inclosa la seva família política, la reina i els sacerdots, però no cedeix.
Quan un dia, al retorn del seu marit, Jeanne comprèn que aquest també, per obediència i per covardia, consent que ella vagi al llit amb el rei, i desesperada, acaba per cedir i es lliura.
Comença una història d'amor tempestuosa. Jeanne decideix fer patir el monarca i venjar-se del seu marit, del qual exigeix que treballi de nou al tribunal i sigui testimoni del seu afer, i també de la seva família política, que fa expulsar del regne.
El rei vol guanyar encara el cor de Jeanne sense èxit. Jeanne només li dona el seu cos.
Però un dia ella cau malalta. El rei fa llavors prova d'una devoció admirable. Abandona la guerra que estava lliurant i torna al Piemont on, amb menyspreu de contagi, li consagra tot el seu temps. Arriba a guarir-la, després d'un insuportable buit.
Jeanne està emocionada, però encara no vol reconèixer l'amor que sent. Ajudada pel seu germà, s'escapoleix. Però lluny del rei, descobreix que està enamorada i torna al Piemont i el troba greument ferit, incapaç de governar i obligat a deixar el tron al seu fill, que l'odia. Acaba per confessar-li el seu amor, però és massa tard. El rei suplica que marxi, perquè no pot protegir-la més i Jeanne és odiada pel nou rei.

## Repartiment
- Timothy Dalton: el rei Víctor Amadeu II de Savoia
- Valeria Golino: Jeanne de Luynes
- Stéphane Freiss: el comte de Verrua
- Robin Renucci: Charles de Luynes, mig germà de Jeanne
- Margaret Tyzack: la comtessa
- Eleanor David: la reina Anna Maria d'Orleans
- Paul Crauchet: el duc de Luynes, pare de Jeanne
- Amy Werba: Heloïse
- Franco Valobra: el duc d'Aosta
- Francesca Reggiani: Marie Christine
- Leonardo Ruta: el príncep Vittorio
- Elisabeth Kaza: la comtessa Trevie
- Anna Bonaiuto: la comtessa Longhi
- Rosa Di Brigida: Émilie
- Venantino Venantini: Lluís d'Aragó
- Fédor Chaliapine fils: Scaglia
- Arnoldo Foà i Gigi Bonos: els sacerdots
- Lea Padovani: Mme Cumiana
- Caterina Vertova: Mme Bassani
- Rosa Di Brigida: Emilia
- Matteo Dondi: Luchino
- Marne Maitland: el comte Trevie
- William Pastor: el comte Longhi
- Friedrich von Thun: Karl Von Schwarzenberg
- Robert Spafford: William de Nassau

## Al voltant de la pel·lícula
- El rodatge es va desenvolupar a Itàlia.
- La puta del rei és l'última pel·lícula de Marne Maitland, actor mort l'any 1991 i que interpreta aquí el comte de Trevie.[3]
- El film va formar part de la selecció oficial del Festival de Canes 1990.[4]